# Castelo de Faye (Saint-Sulpice-de-Mareuil)

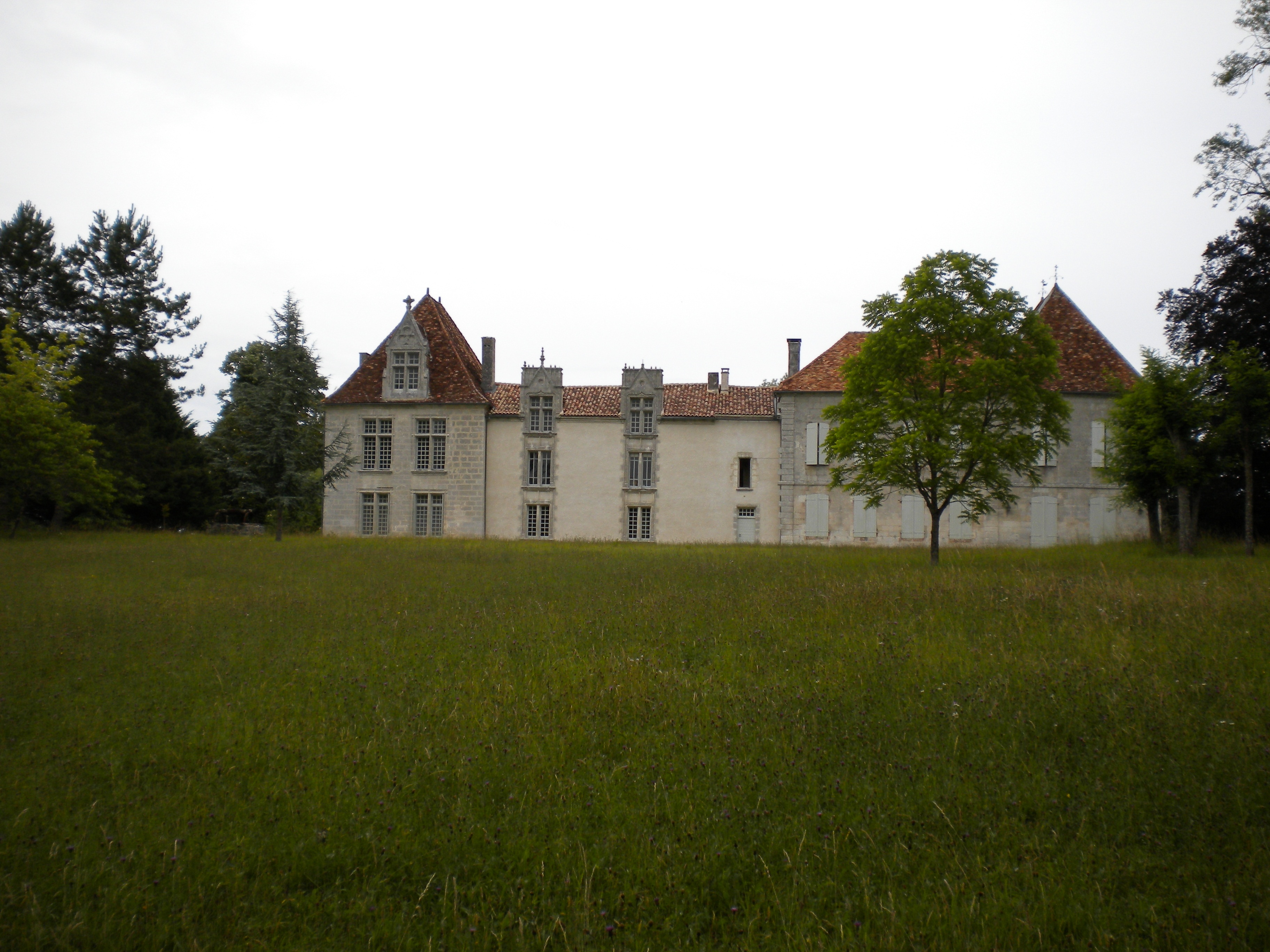
Château de la Faye

O Château de la Faye em Saint-Sulpice-de-Mareuil, na França, é um castelo francês do século XVIII construído a partir da ampliação de uma estrutura do século XVI, em Saint-Sulpice-de-Mareuil, no departamento de Dordogne, França.